# Pernilla Wahlgren
Pernilla Nina Elisabeth Wahlgren (Gustavsberg; 24 de diciembre de 1967) es una actriz de teatro y cantante sueca.

## Biografía
Es hija de los actores suecos Hans Wahlgren y Christina Schollin, tiene tres hermanos: los actores Niclas Wahlgren y Linus Wahlgren, y el banquero Peter Wahlgren. 
Sus abuelos paternos son los fallecidos actores suecos Ivar Wahlgren y Nina Scenna, sus bisabuelos paternos son Carl August Wahlgren y Anna Amalia Mellgren-Wahlgren. Sus tíos paternos son el abogado Nils August Wahlgren y Elin Wahlgren Lignel.
Es pariente lejano de la actriz Helena Brodin y del ahora fallecido compositor Knut Brodin, por parte de su madre.
Es tía de Tim Wahlgren, Kit Wahlgren, Linn Wahlgren, Colin Wahlgren y Hugo Wahlgren.
El 29 de mayo de 1993 se casó con el bailarín y compositor Emilio Ingrosso, la pareja tuvo tres hijos: el DJ sueco Oliver Ingrosso (el 30 de diciembre de 1989), el compositor Benjamin Wahlgren Ingrosso (el 14 de septiembre de 1997) y la cantante Bianca Wahlgren Ingrosso (el 30 de diciembre de 1994). En octubre de 1997 la pareja se divorció.
En 2005 comenzó a salir con el policía Joachim "Jocke" Lennholm, el 21 de marzo de 2007 la pareja le dio la bienvenida a su hijo Theodor "Theo" Lennholm Wahlgren. Se separaron en  2008. Durante una entrevista Pernilla reveló que había sufrido un aborto involuntario antes de tener a Theo.

## Carrera
Su primera incursión en el mundo del espectáculo tuvo lugar a la edad de 4 años, cuando apareció en el programa de televisión "Den Längsta Dagen" junto a su madre. 
Tras un pequeño papel en la obra "Lilla Prinsen" en el teatro Saltsjöbaden, y una participación en la película "Fanny och Alexander" en 1982, obtuvo uno de los papeles principales en el musical "Sonrisas Y Lágrimas".
Tuvo un gran éxito en el Melodifestivalen 1985. Su tema "Piccadilly Circus", a pesar de ser su favorito, sólo consiguió la cuarta posición. Ese mismo año tuvo lugar una gran gira estival por todo el país, y comenzó a participar en el programa de televisión, "Morgonstjärnan".
Durante los años 80 tuvo una carrera musical muy intensa, con numerosas giras y la publicación de diferentes sencillos, convirtiéndose en una de las artistas más importantes en Suecia. 
Algunos de sus mayores éxitos fueron canciones tales como "I Need Your Love", "Every Time When We're Together" y "Running For Cover".
Volvería a participar en el Melodifestivalen 1991 con el tema "Tvillingsjäl" ("Alma Gemela") por Lena Philipsson, y años más tarde en el Melodifestivalen 2003 junto a Jan Johansen y el tema "Let Your Spirit Fly" (obteniendo la segunda posición).

## Filmografía

### Películas
| Año  | Título              | Personaje | Notas |
| ---- | ------------------- | --------- | --- |
| 1982 | Fanny och Alexander | Esmeralda | junto a Kristina Adolphson, Bertil Guve, Börje Ahlstedt, Pernilla Allwin, Kristian Almgren, Christina Schollin y Allan Edwall |

### Teatro
| Año  | Título             | Personaje | Director | Teatro     | Notas                |
| ---- | ------------------ | --------- | -------- | ---------- | -------------------- |
| 2016 | Pippi Longstocking | Pippi     | -        | Göta Lejon | junto a Jan Johansen |

### Música
| Canción            | Fecha                   | Mejor Puesto |
| ------------------ | ----------------------- | ------------ |
| Piccadilly Circus  | 9 de marzo de 1985      | 5            |
| Svindlande affärer | 3 de agosto de 1985     | 20           |
| Love On You        | 25 de enero de 1986     | 8            |
| Paradise           | 14 de junio de 1986     | 6            |
| I Need Your Love   | 15 de noviembre de 1987 | 4            |
| Running For Cover  | 2 de abril de 1988      | 11           |
| Mardröm            | 20 de mayo de 1989      | 16           |